# Tøffelblomst-familien
Tøffelblomst-familien (Calceolariaceae) er buske eller stauder med modsatte blade, som er forbundne omkring basis. Deres særprægede blomster er firetallige med en stærkt sukkerudskillende underlæbe. Familien har slægter på de høje bjerge i de sydamerikanske troper og på New Zealand (Jovellana). Her nævnes begge slægter, men kun den første er kendt i Danmark.
| Slægter |

- Tøffelblomst (Calceolaria)
- Jovellana (Jovellana)